# UWSGI
uWSGI ist ein Open-Source-Projekt, welches einen Anwendungsserver für Webanwendungen bereitstellt. uWSGI implementiert die Schnittstellen-Spezifikation WSGI. Im Produktivbetrieb übermittelt uWSGI die Anfragen vom Webserver (z. B. NGINX) an die Webapplikation und zurück.
Die Applikation kann in Python (gängige Webframeworks wie Flask und Django werden unterstützt), Ruby oder Perl geschrieben sein.